# Inhibiteur de la pompe à protons
Wikipédia ne donne pas d'avis médical : seul un professionnel (médecin, pharmacien, etc.) est habilité à le faire.
Pour les articles homonymes, voir IPP.
Les inhibiteurs de la pompe à protons (souvent dits IPP) sont un ensemble de molécules dont l'action principale est une réduction prononcée et de longue durée (18 à 24 heures) de la production d'acidité gastrique en agissant sur la pompe à protons. Leur DCI est -prazole.
L'ensemble des inhibiteurs de la pompe à protons succède dans ce rôle aux antihistaminiques H2 et les a largement supplantés grâce à son efficacité supérieure. Le premier inhibiteur de la pompe à protons est apparu sur le marché français en 1988 à la suite d'une autorisation de mise sur le marché, il s'agissait de l'oméprazole (Mopral).

## Usage clinique
Ces médicaments sont utilisés dans le traitement de divers états, tels :
- la dyspepsie ;
- l'ulcère gastroduodénal ; les IPP sont utilisés pour soigner ou prévenir les ulcères gastriques et duodénaux. Ils sont aussi utilisés en association avec deux antibiotiques dans les traitements anti-helicobacter. Les antibiotiques sont peu efficaces en milieu acide, c'est la raison pour laquelle les IPP sont indispensables ;
- le syndrome de Zollinger-Ellison ;
- le reflux gastro-œsophagien (RGO) : suivant la gravité du RGO, les traitements peuvent aller de quelques semaines à plusieurs mois ;
- certains états de stress, préventivement : au cours d'un infarctus, d'un accident vasculaire cérébral…

Les IPP sont aussi utilisés lors d'un traitement durable à l'aspirine et aux AINS. L'aspirine inhibe les prostaglandines ainsi que la cycloxygènase 1 (COX 1) ; par conséquent, le mucus stomacal est de moins bonne qualité, protégeant moins la muqueuse gastrique contre les attaques acides répétées.

### Prescription
La prescription d'inhibiteurs de la pompe à protons reste très importante, pour un coût notable, mais les indications ne sont pas toujours bien respectées : entre 25 et 75 % des prescriptions sont faites en dehors des indications classiques.
En 2008, des essais thérapeutiques et des études de pHmétrie avaient conclu à des avantages significatifs pour l'utilisation de l'ésoméprazole et le rabéprazole par rapport aux autres produits dans le traitement à la demande du reflux gastro-œsophagien (RGO).

Mais en 2009, une réévaluation des médicaments IPP faite par la Haute Autorité de santé, ne montre aucune différence d'efficacité cliniquement pertinente entre les IPP permettant de recommander un produit plutôt qu'un autre pour une indication donnée,.

### Déprescription
Certains produits dont les IPP sont parfois utilisés au long cours et leur prescription renouvelée. Le bénéfice initial peut alors ne plus être présent, et les effets indésirables, les risques et le rapport coût bénéfice devenir défavorable.
Le centre de recherche « OPEN » au Canada développe des algorithmes de déprescription,.

## Mécanisme d'action
Ce type de médicament inhibe l'enzyme gastrique H+, K+-ATPase (la pompe à protons), catalyseur de l'échange des ions H+ et K+. Il entraîne une inhibition efficace de la sécrétion acide basale et de la sécrétion acide stimulée.
Dans le micro-canal où le pH est bas (≤2), ces inhibiteurs sont ionisés et modifiés en molécules actives qui se connectent en liaisons covalentes avec le groupe sulfhydryle (-SH) de la cystéine de la sous-unité a de la pompe. Ainsi, d'une manière irréversible, la pompe est inhibée. La reprise d'activité de pompage nécessite la synthèse de nouvelles pompes. Étant donné que la demi-vie de renouvellement des pompes est approximativement de 18 à 24 heures, une prise unique permet une inhibition de près de 24 heures.
Le fait que les inhibiteurs ne soient actifs qu'en milieu acide, après protonation, explique qu'ils ont peu d'effets sur la H+/K+-ATPase extra-gastrique située au niveau du rein et du colon.
Si ces inhibiteurs étaient administrés sous forme non gastro-résistante, ils se transformeraient en métabolite actif dans l'estomac, mais sans pour autant atteindre au niveau du micro-canal une concentration suffisante pour inhiber la pompe à protons.
La sécrétion de Cl- qui est parallèle à celle de H+ pour donner HCl, n'est pas directement modifiée par les inhibiteurs de la H+/K+-ATPase. Le mécanisme de la sécrétion de Cl- reste mal connu. Elle paraît couplée à celle du potassium, ce qui permet le recyclage de ce dernier.
Une conséquence de l'inhibition de H+/K+-ATPase gastrique est l'élévation réactionnelle de la gastrinémie, très importante chez le rat, mais faible chez l'humain. L'hypergastrinémie pourrait entraîner une hyperplasie des cellules entérochromaffines.

## Principes actifs
Appartenant à la classification ATC A02BC, cette dernière est composée des molécules suivantes :
- Oméprazole (Mopral, Losec, Logastric, Mopralpro), disponible sous forme de génériques depuis 2002. Il s'agit du premier inhibiteur de la pompe à protons, sorti en 1989 ;
- Ésoméprazole (Inexium, Nexium, Nexiam) disponible depuis 2000, il s'agit de l'isomère-S de l'oméprazole ;
- Pantoprazole (Pantoloc, Inipomp, Eupantol, Panthomed) ; disponible sous forme de médicament générique depuis 2009 ; 1re AMM en 1995[4] ;
- Lansoprazole (Lanzor)[11] ; dont l'AMM a été autorisée à partir du 5 août 2000 sous le nom de marque Lanzor[12], dont les génériques sont commercialisés depuis 2007 ;
- Dexlansoprazole, forme dextrogyre du lansoprazole, non commercialisé en France, Suisse et Belgique[13], commercialisé entre autres sous le nom de Dexilant ou Gladexa.
- Rabéprazole (Pariet)[14] ; dont l'AMM a été autorisée depuis le 25 novembre 1998 pour le produit Pariet du laboratoire Johnson & Johnson[15].

## Effets secondaires

### Effets de court et moyen terme
Les IPP sont des médicaments habituellement bien tolérés à court et moyen termes et ils ne semblent pas à court ou moyen termes induire de pathologies graves,, mais ont quelques effets secondaires indésirables, légers et transitoires. Ces effets sont rapportés pour tous les IPP, mais plus souvent pour l'oméprazole (probablement parce qu'il est utilisé depuis plus longtemps, ce qui a permis de mieux révéler ses effets secondaires).
Les manifestations indésirables suivantes ont été rapportées dans les monographies : diarrhée ou au contraire constipations prolongées, céphalées, flatulence, douleurs abdominales, étourdissements/vertiges, éruptions cutanées, allongement de la durée des règles chez la femme, palpitations cardiaques, anxiété voire dépression. Ces manifestations disparaissent après la fin du traitement.
L'apparition de myopathies (dont polymyosite) avec réaction grave (rhabdomyolyse) a aussi été signalée par Clark & Strandell en 2006.
L'acide gastrique joue un rôle a priori majeur pour la dégradation et donc la bonne digestion de nombreux aliments, ainsi que pour la bioassimilation de certains micronutriments :
- plusieurs études ont montré que réduire sa production diminue l'absorption du magnésium[22] ; des médicaments antagonistes des récepteurs H2 restaurent l’absorption de magnésium[23],[24] ;
- de même l'absorption du calcium qui est diminuée par les IPP[25] ;
- le fer est également malabsorbé, ce qui cause des anémie ;
- une carence en vitamine B12 est également constatée[26] même si concernant le fer et la vitamine B12, les données sont faibles et encore à confirmer car plusieurs facteurs de confusion ont été identifiés[27],[24]. En 2017, la plupart de ces risques sont jugés « faible » ou « très faible » par l'association américaine des gastroentérologues[28], caractérisés par un faible niveau de preuve. Vaezi et al. (2017) estiment que ces risques existent mais que certains messages ont été « sources d'inquiétudes inutiles chez les patients et les prescripteurs ». Selon lui, « Les avantages du traitement par IPP pour les indications appropriées doivent être pris en compte, ainsi que la probabilité des risques proposés. Les patients dont l'indication de l'IPP est prouvée devraient continuer à le recevoir avec la dose efficace la plus faible. L'augmentation de la dose d'IPP et la poursuite du traitement chronique chez ceux qui ne répondent pas au traitement empirique initial sont déconseillées[29]. »

#### Traitements anticancéreux
Selon une étude de 2024, les inhibiteurs de la pompe à protons pourraient diminuer l'efficacité de certains anticancéreux, principalement les inhibiteurs de tyrosine kinase et les inhibiteurs de point de contrôle utilisés en immunothérapie.

### Effets à long terme
Longtemps ignorés, ils concernent principalement le risque infectieux et des risques de perturbation du microbiote intestinal, cardiovasculaires, de fracture osseuse et de cancer ;
S'ils restent relativement faibles ils ont été récemment jugés préoccupants car les IPP sont souvent utilisés plus longtemps que nécessaire. Une étude visant à établir de bonnes pratiques a montré que 50 % de personnes hospitalisées ou vues dans une clinique de soins primaires continuaient à prendre des IPP sans aucune raison documentée d'utilisation à long terme des IPP. Dans les années 2010, au vu du peu de preuves d'efficacité à long terme du traitement, de son coût et des risques de préjudice liés aux effets de traitements longs, des associations de cardiologues estiment que les cliniciens devraient envisager l'arrêt des IPP chez de nombreux patients.

#### Risques infectieux
Un risque élevé de complications infectieuses a été mis en évidence par un nombre croissant d'études depuis 2009 en cas d'usage à long terme, :
- Risque de prolifération fongique dans l'intestin :

Il a été mis en évidence par des travaux récents, incluant plusieurs méta-analyses et revues systématiques : les IPP peuvent prédisposer une personne au développement d'une colonisation bactérienne chronique de l'intestin grêle,.
- Risque de prolifération bactérienne dans l'intestin grêle[36],[n 2].

Un risque (a priori très faible) d'entérocolite à Clostridium difficile a été signalé en 2008 chez certains patients fragiles. Depuis cette date le nombre d'études allant dans ce sens a augmenté.
Peut-être en raison de la modification du pH du bol alimentaire induit par le médicament et/ou pour d'autres raisons encore à éclaircir, utiliser des IPP modifie la composition du microbiote intestinal. Ce changement pourrait jouer un rôle dans le risque accru d’infections bactériennes constaté chez les utilisateurs d'IPP. 
Des inquiétudes ont été exprimées concernant un risque de péritonite bactérienne (chez les personnes âgées sous IPP et chez les personnes atteintes du syndrome du côlon irritable, mais ces deux types d'infections surviennent chez ces types de patients en raison de vulnérabilités sous-jacentes faisant qu'on ignore encore si ce risque est dû aux IPP ou non.
- Les poumons peuvent être concernés : un risque accru (+ 50 %) de pneumonie a été constaté ; accru les 30 premiers jours du début du traitement[39],[40].

#### Risque de cancer
Un risque accru de cancer gastrique existe selon Poulsen et al. (2009), ; il pourrait notamment être lié à des proliférations de la bactérie Helicobacter pylori connue pour entraîner un risque accru d'ulcères et de cancer gastrique, au moins chez les patients génétiquement prédisposés. D'après une revue de méta-analyses sur l'étude de dix types de cancers publié en 2022, le risque de cancer gastrique est augmenté de 107 %, celui du pancréas de 73 %, celui de l'intestin 84 % et celui du foie de 80 % tandis que celui du sein est diminué de 31 %.

#### Risque de fracture osseuse
- une résorption osseuse est induite par l'utilisation à long terme de certains IPP[44] qui se traduit notamment par un risque accru de facture (dont fracture de la hanche, surtout chez la femme fumeuse[45]). Aux États-Unis, la FDA a imposé en 2010 un avertissement à ce sujet sur les étiquettes des médicaments de type PPI[46].

#### Risque cardiovasculaire
Un risque accru d'accident cardiovasculaire éventuellement dû au fait que les inhibiteurs de la pompe à protons pourraient favoriser une dégradation fonctionnelle de l'endothélium des vaisseaux sanguins. L'association directe aux IPP est encore discutée en raison de possibles facteurs de confusion, ; ces IPP sont couramment utilisés chez des personnes déjà atteintes d'une maladie cardiovasculaire et traitées par l'aspirine (puissant antiplaquettaire) pour leur offrir une protection gastrique,. Les IPP interagissent avec le métabolisme du clopidogrel (autre inhibiteur plaquettaire, aussi très utilisé chez les patients souffrant de troubles cardiaques,.)
Ces effets cardiovasculaires pourraient être dû au fait que les IPP se lient et inhibent la diméthylargininase, l'enzyme qui dégrade la diméthylarginine asymétrique (ADMA), entraînant des taux plus élevés d'ADMA et une diminution de l'oxyde nitrique (NO) biodisponible,.

#### Autres risques
- Des cas de néphrites interstitielles aigües (maladie rénale) ont aussi été décrits par Sierra et al. en 2007[54]. Outre un risque accru d'insuffisance rénale chronique un risque accru de démence a aussi  été récemment évoqués[28],[55],[n 4],[56] mais dans ces deux cas, il s'agit d'études observationnelles ; A milieu des Années 2010, une relation de cause à effet n'était pas démontrée[28],[29],[57].
- L'utilisation des IPP a également été associée au développement d'une colite microscopique[58].
- Un risque accru de développement de polypes bénins à partir de glandes gastriques (à ne pas confondre avec une polypose des glandes gastriques) ; ces polypes ne causent pas de cancer et disparaissent avec l'interruption des IPP ; aucune corrélation n'a été trouvée entre l'utilisation d'IPP, ces polypes et le cancer[24] ou pré-cancer[59]. À partir de ces polypes, mais chez un patient ayant développé un cancer gastrique (pour d'autres raisons), le fait d'utiliser des IPP pourrait masquer ce cancer gastrique (ou d'autres problèmes gastriques graves). Les médecins devraient être mieux informés de cet effet[24].
- Certaines études ont, à la fin des années 2010, trouvé un lien potentiel entre l'usage au long terme des IPP avec un développement de la maladie d'Alzheimer[60],[61]. Ce lien n'a pas été retrouvé par d'autres études[62]. Cependant, une étude nationale danoise de 2023, portant sur 1 983 785 individus, a de nouveau retrouvé une augmentation de la maladie d'Alzheimer chez les utilisateurs au long cours de ces molécules[63].

## Durée et arrêt du traitement
Depuis le début des années 2000, au vu des risques décrits ci-dessus, on estime que l'utilisation à long terme des IPP devrait être conditionnée à une évaluation en termes de bénéfices-risques pour le patient,,,,.
Selon les bonnes pratiques (telles que mises à jour en 2017) : après quatre semaines, si les symptômes sont résolus, tout traitement par IPP prescrit contre les brûlures d'estomac devrait être stoppé, de même pour les cas de reflux gastro-œsophagien ou une inflammation de l'œsophage si ces deux derniers n'étaient pas graves.

Par contre en cas d'endobrachyœsophage (œsophage de Barrett) ou d'un ulcère à l'estomac qui saigne, le traitement doit être poursuivi.
L'arrêt du traitement par les IPP peut entraîner un rebond sécrétoire acide (troubles gastriques, à l'origine du traitement, réapparaissant alors rapidement). Il est donc recommandé de diminuer progressivement la posologie avant l'arrêt du traitement et/ou en demandant au patient de le prendre uniquement lorsque les symptômes sont présents.

## Propriétés physicochimiques générales
Compte tenu du nombre de chaînes hydrocarbonés et de groupe aromatiques en particulier, les IPP sont liposolubles avec des logP situés entre 2 et 3. Les inhibiteurs de la pompe à protons sont tous des bases faibles, avec des pka compris entre 3,8 et 4,9. Sous un pH de 4, ils subissent un réarrangement moléculaire, d'où la nécessité de développer des formes galéniques gastro résistantes pour leur utilisation thérapeutique.

## Pharmacophore

Pharmacophore des IPP.